# Альфа Таури (команда Формулы-1)
Скудерия Альфа Таури, или просто Альфа Таури (итал. Scuderia AlphaTauri), — команда-конструктор, выступавшая в чемпионате мира Формулы-1 с 2020 по 2023 год. В годы своего выступления это была одна из двух команд в Формуле-1 (другая — Red Bull), принадлежавших австрийской компании по производству напитков Red Bull GmbH. До этого команда называлась Toro Rosso. Дебют команды в Формуле-1 после ребрендинга (в «Альфа Таури») должен был состояться на Гран-при Австралии 2020 года, но из-за мировой вспышки пандемии COVID-19, гонка была отменена. Первая гонка команды под новым названием «Альфа Таури» после множественных изменений в календаре чемпионата состоялась на Гран-при Австрии 2020 года. Изменения в названии были вызваны продвижением модного бренда AlphaTauri. Согласно заявлениям Франца Тоста и Хельмута Марко, Scuderia AlphaTauri больше не является дочерней и юниорской командой для обкатки молодых пилотов для команды Red Bull, а станет сестринской командой Red Bull Racing.
Scuderia AlphaTauri стала третьей командой в истории Формулы-1, представлявшей модный бренд в качестве конструктора Формулы-1. До этого такими командами были Benetton, которая участвовала с лета 1986 года до лета 2001 года, прежде чем была продана Renault, и «Андреа Мода Формула», которая участвовала в чемпионате мира 1992 года, и результаты которой были настолько плохими, что в середине сезона, через неделю после Гран-при Бельгии 1992 года, FIA World Motor Sport Council приостановил участие «Андреа Мода Формула» на оставшуюся часть чемпионата мира того года.

## История

### Происхождение
В сентябре 2019 года команда Toro Rosso подала заявку на изменение своего названия в чемпионате мира Формулы-1 начиная с сезона 2020 года. 1 декабря 2019 года было объявлено, что команда будет выступать под названием AlphaTauri. Данное названия взято для продвижения Red Bull GmbH своего нового модного бренда одежды AlphaTauri. Название AlphaTauri («Альфа Тельца») также отдаёт дань уважения компании-основателю, Red Bull («Красный Бык»), так как прежнее название команды Toro Rosso с итальянского также переводится как «красный бык». Таким образом, четырнадцатилетняя история команды Toro Rosso подошла к своему завершению, передав эстафету новой команде, которая с сезона 2020 года стала полноправной сестринской командой Red Bull Racing.

### 2020-е

#### 2020
Дебютный сезон «Альфа Таури» начала с Пьером Гасли и Даниил Квятом. Команда осталась клиентом Honda, которая была партнёром команды и поставщиком двигателей для Toro Rosso с сезона 2018 года. Первая гонка сезона прошла в Австрии. В квалификации Гасли и Квят показали 12 и 13 места соответственно. В гонке Пьер Гасли смог приехать седьмым, Квят из-за лопнувшей покрышки сошёл с дистанции, закончив гонку на 12-м месте. В Штирии Гасли квалифицировался 8-м, но стартовал 7-м из-за штрафа Норриса. Квят квалифицировался 14-м, стартовал на позицию выше из-за штрафа Леклера. В гонке Гасли приехал лишь 15-м, Квят смог набрать первое очко, финишировав десятым. На протяжении следующих четырёх гонок команда стабильно набирает очки(10-е место Квята на Гран-при 70-летия; 7-е, 9-е и 8-е места Гасли в Великобритании, Испании и Бельгии соответственно). Лучшим Гран-при для команды стал Гран-при Италии. Сначала Гасли и Квят завершили квалификацию на 10-м и 11-м месте. На 18-м круге гонки болид Haas Кевина Магнуссена застрял у въезда на пит-лейн. Гасли успевает заехать на пит-стоп. На следующем круге Хэмилтон и Джовинацци получили по 10 секунд штрафа за въезд на закрытый пит-лейн. Через два круга пит-лейн снова открылся, большая часть гонщиков вышла на пит-стоп. Это позволило Гасли занять третье место после Хэмилтона и Лэнса Стролла. На 24-м круге Леклер теряет заднюю часть машины в Параболике и врезается в барьер, сильно повредив болид. Гонка прерывается красными флагами. На 28-м круге гонка возобновилась. Благодаря плохому старту Стролла и штрафу Хэмилтона, Гасли выходит в лидеры, и до конца гонки отбивает атаки Карлоса Сайнса. Пьер Гасли одерживает свою первую победу в карьере и вторую для команды после победы Феттеля на Гран-при Италии 12 лет назад. Также эта победа стала первой для французских гонщиков после победы Оливье Паниса на Гран-при Монако 1996 года. Квят также смог набрать очки, финишировав 9-м. После Монцы последовало ещё несколько хороших гонок (7-е и 8-е места Квята, 9-е, 6-е и 5-е места Гасли). Близки к подиуму болиды Alpha Tauri были на Гран-при Эмилии-Романьи, где Даниил Квят финишировал на 4-й позиции. Для россиянина этот результат стал лучшим в сезоне. В Турции очков набрать не удалось, но на заключительных этапах Гасли приехал 6-м в Бахрейне и 8-м в Абу-Даби, Квят приехал 7-м в Сахире. По итогу сезона команда набрала 107 очков, завершив сезон на 7-м месте. Гасли стал 10-м (75 очков), Квят — 13-м (32 очка). Также команда набрала максимальное количество очков за всю совместную историю команды (Toro Rosso и AlphaTauri).

#### 2021
В сезоне 2021 за команду выступали Пьер Гасли и дебютант Юки Цунода. Весь год AlphaTauri боролись за 5-е место в чемпионате с Alpine, но из-за не самых удачных выступлений дебютанта Цуноды финишировали только шестыми, по ходу сезона завоевав всего лишь один подиум на Гран-при Азербайджана.

#### 2022
В начале сезона AlphaTauri набрали много очков, но во второй половине сезона несколько отстали от соперников, и сезон закончили только на девятом месте с 35 очками, ни разу за год не финишировав на подиуме.
30 сентября AlphaTauri объявили о подписании контракта с Ником де Врисом, заменив Пьера Гасли, ушедшего в Alpine.

#### 2023
К началу сезона 2023 AlphaTauri не смогли подготовить машину, способную бороться за места в середине пелотона, и к Гран-при Венгрии набрали всего 2 очка усилиями Юки Цуноды. После Гран-при Великобритании был уволен второй пилот команды Ник де Врис, не сумевший набрать очков за 10 гонок, и на его место был приглашен резервный пилот Red Bull Даниэль Риккардо. В тренировке к Гран-при Нидерландов Риккардо получил серьезную травму запястья, в результате чего был вынужден пропустить 5 гонок, в которых его подменял Лиам Лоусон, сумевший заработать два балла на Гран-при Сингапура. После возвращения Риккардо команда вышла на восьмое место в кубке конструкторов и почти догнала Williams, находившихся на седьмом месте. Всего за сезон AlphaTauri набрали 35 очков.

## Результаты выступлений Alpha Tauri в Формуле-1
| Легенда к таблице |                                                                    |
| --- | ------------------------------------------------------------------ |
| В таблице перечислены результаты всех Гран-при Формулы-1, в которых принимала участие команда. Строками таблицы являются сезоны, столбцами — этапы чемпионата мира. В каждой клетке указаны сокращённое название этапа и результаты гонщиков команды, дополнительно обозначенные цветом. Расшифровка обозначений и цветов представлена в нижеследующей таблице. |                                                                    |
| \| Пример \| Описание \| \| ------------ \| ------------------------------------------------------------------ \| \| 1 \| Победитель \| \| 2 \| Второе место \| \| 3 \| Третье место \| \| 5 \| Финишировал, заработав очки \| \| Сход \| Не финишировал, но при этом заработал очки \| \| 12 \| Финишировал, не получив очков \| \| НКЛ \| Финишировал, но не попал в финальную классификацию \| \| 15 \| Участвовал вне зачёта, либо по отдельной классификации \| \| 18 \| Не финишировал, но попал в финальную классификацию \| \| Сход \| Не финишировал \| \| НКВ \| Не прошёл квалификацию \| \| НПКВ \| Не прошёл предквалификацию \| \| ДСК \| Дисквалифицирован \| \| ИСК \| Исключён из протокола соревнований \| \| ТТ \| Заявлен для участия только в тренировках \| \| НС \| Участвовал в квалификации, но не стартовал в гонке \| \| Т \| Травмирован или болен \| \| ОТК \| Отказ от участия \| \| НТР \| Прибыл на соревнования, но на трассу не выезжал \| \| НПР \| Был заявлен в числе участников, но не прибыл к началу соревнований \| \| О \| Соревнования отменены \| \| \| Не участвовал \| \| Поул-позиция \| \| \| Быстрый круг \| \| |                                                                    |
| Пример | Описание                                                           |
| 1 | Победитель                                                         |
| 2 | Второе место                                                       |
| 3 | Третье место                                                       |
| 5 | Финишировал, заработав очки                                        |
| Сход | Не финишировал, но при этом заработал очки                         |
| 12 | Финишировал, не получив очков                                      |
| НКЛ | Финишировал, но не попал в финальную классификацию                 |
| 15 | Участвовал вне зачёта, либо по отдельной классификации             |
| 18 | Не финишировал, но попал в финальную классификацию                 |
| Сход | Не финишировал                                                     |
| НКВ | Не прошёл квалификацию                                             |
| НПКВ | Не прошёл предквалификацию                                         |
| ДСК | Дисквалифицирован                                                  |
| ИСК | Исключён из протокола соревнований                                 |
| ТТ | Заявлен для участия только в тренировках                           |
| НС | Участвовал в квалификации, но не стартовал в гонке                 |
| Т | Травмирован или болен                                              |
| ОТК | Отказ от участия                                                   |
| НТР | Прибыл на соревнования, но на трассу не выезжал                    |
| НПР | Был заявлен в числе участников, но не прибыл к началу соревнований |
| О | Соревнования отменены                                              |
| | Не участвовал                                                      |
| Поул-позиция |                                                                    |
| Быстрый круг |                                                                    |

| Сезон | Шасси           | Двигатель                      | Ш | Гонщики  | 1    | 2   | 3    | 4    | 5    | 6   | 7   | 8    | 9    | 10   | 11  | 12   | 13   | 14   | 15   | 16  | 17   | 18   | 19  | 20   | 21  | 22  | Место | Очки |
| ----- | --------------- | ------------------------------ | - | -------- | ---- | --- | ---- | ---- | ---- | --- | --- | ---- | ---- | ---- | --- | ---- | ---- | ---- | ---- | --- | ---- | ---- | --- | ---- | --- | --- | ----- | ---- |
| 2020  | AlphaTauri AT01 | Honda R.A.620H 1,6 V6 T hybrid | P |          | АВТ  | ШТИ | ВЕН  | ВЕЛ  | 70Л  | ИСП | БЕЛ | ИТА  | ТОС  | РОС  | АЙФ | ПОР  | ЭМИ  | ТУР  | БАХ  | САХ | АБУ  |      |     |      |     |     | 7     | 107  |
| 2020  | AlphaTauri AT01 | Honda R.A.620H 1,6 V6 T hybrid | P | Гасли    | 7    | 15  | Сход | 7    | 11   | 9   | 8   | 1    | Сход | 9    | 6   | 5    | Сход | 13   | 6    | 11  | 8    |      |     |      |     |     | 7     | 107  |
| 2020  | AlphaTauri AT01 | Honda R.A.620H 1,6 V6 T hybrid | P | Квят     | 12   | 10  | 12   | Сход | 10   | 12  | 11  | 9    | 7    | 8    | 15  | 19   | 4    | 12   | 11   | 7   | 11   |      |     |      |     |     | 7     | 107  |
| 2021  | AlphaTauri AT02 | Honda R.A.621H 1,6 V6 T hybrid | P |          | БАХ  | ЭМИ | ПОР  | ИСП  | МОН  | АЗЕ | ФРА | ШТИ  | АВТ  | ВЕЛ  | ВЕН | БЕЛ  | НИД  | ИТА  | РОС  | ТУР | США  | МЕХ  | САП | КАТ  | САУ | АБУ | 6     | 142  |
| 2021  | AlphaTauri AT02 | Honda R.A.621H 1,6 V6 T hybrid | P | Гасли    | 17   | 7   | 10   | 10   | 6    | 3   | 7   | Сход | 9    | 11   | 5   | 6    | 4    | Сход | 13   | 6   | Сход | 4    | 7   | 11   | 6   | 5   | 6     | 142  |
| 2021  | AlphaTauri AT02 | Honda R.A.621H 1,6 V6 T hybrid | P | Цунода   | 9    | 12  | 15   | Сход | 16   | 7   | 13  | 10   | 12   | 10   | 6   | 15   | Сход | НС   | 17   | 14  | 9    | Сход | 15  | 13   | 14  | 4   | 6     | 142  |
| 2022  | AlphaTauri AT03 | Red Bull RBPTH001 1,6 V6 Т     | P |          | БАХ  | САУ | АВС  | ЭМИ  | МАЙ  | ИСП | МОН | АЗЕ  | КАН  | ВЕЛ  | АВТ | ФРА  | ВЕН  | БЕЛ  | НИД  | ИТА | СИН  | ЯПО  | США | МЕХ  | САП | АБУ | 9     | 35   |
| 2022  | AlphaTauri AT03 | Red Bull RBPTH001 1,6 V6 Т     | P | Гасли    | Сход | 8   | 9    | 12   | Сход | 13  | 11  | 5    | 14   | Сход | 15  | 12   | 12   | 9    | 11   | 8   | 10   | 18   | 14  | 11   | 14  | 14  | 9     | 35   |
| 2022  | AlphaTauri AT03 | Red Bull RBPTH001 1,6 V6 Т     | P | Цунода   | 8    | НС  | 15   | 7    | 12   | 10  | 17  | 13   | Сход | 14   | 16  | Сход | 19   | 13   | Сход | 14  | Сход | 13   | 10  | Сход | 17  | 11  | 9     | 35   |
| 2023  | AlphaTauri AT04 | Honda RBPT RBPTH001 1,6 V6 Т   | P |          | БАХ  | САУ | АВС  | АЗЕ  | МАЙ  | МОН | ИСП | КАН  | АВТ  | ВЕЛ  | ВЕН | БЕЛ  | НИД  | ИТА  | СИН  | ЯПО | КАТ  | США  | МЕХ | САП  | ЛАС | АБУ | 8     | 25   |
| 2023  | AlphaTauri AT04 | Honda RBPT RBPTH001 1,6 V6 Т   | P | де Врис  | 14   | 14  | Сход | Сход | 18   | 12  | 14  | 18   | 17   | 17   |     |      |      |      |      |     |      |      |     |      |     |     | 8     | 25   |
| 2023  | AlphaTauri AT04 | Honda RBPT RBPTH001 1,6 V6 Т   | P | Риккардо |      |     |      |      |      |     |     |      |      |      | 13  | 16   | Т    |      |      |     |      | 15   | 7   | 13   | 14  | 11  | 8     | 25   |
| 2023  | AlphaTauri AT04 | Honda RBPT RBPTH001 1,6 V6 Т   | P | Лоусон   |      |     |      |      |      |     |     |      |      |      |     |      | 13   | 11   | 9    | 11  | 17   |      |     |      |     |     | 8     | 25   |
| 2023  | AlphaTauri AT04 | Honda RBPT RBPTH001 1,6 V6 Т   | P | Цунода   | 11   | 11  | 10   | 10   | 11   | 15  | 12  | 14   | 19   | 16   | 15  | 10   | 16   | НС   | Сход | 12  | 15   | 8    | 12  | 9    | 18  | 8   | 8     | 25   |

### Комментарии
1. ↑  Изначально календарь сезона 2020 года состоял из 22 Гран-при. Однако, из за вспыхнувшей в мире эпидемии COVID-19 двенадцать Гран-при, — Австралия, Азербайджан, Бразилия, Вьетнам, Канада, Китай, Мехико, Монако, Нидерланды, Сингапур, США, Франции и Японии были отменены, даты остальных были скорректированы. В итоговом скорректированном календаре появились Гран-при, которых изначально не было заявлено.
2. ↑  В гонке пройдено менее 75% дистанции, поэтому начислена половина очков.
3. ↑  Получил дополнительные три очка за шестое место в спринте.